# Rumorido
Flavio Rumorido (latino: Flavius Rumoridus; fl. 382-403) è stato un generale franco naturalizzato romano.
Rumoridio era un pagano di origine franca, che entrò nell'esercito romano raggiungendo il rango di comes sotto l'imperatore Graziano. Assieme all'altro generale barbaro Bautone, si oppose al vescovo di Milano Ambrogio quando questi richiese all'imperatore la rimozione dell'Altare della Vittoria dalla Curia (382).
Rumoridio partecipò alla guerra contro Alarico I nel 402, e nel 403, ormai anziano, fu onorato con il consolato, esercitato assieme al giovanissimo Teodosio II.